# Российское агентство по боеприпасам
Российское агентство по боеприпасам (Росбоеприпасы) — федеральный орган исполнительной власти существовавший в 1999—2004 года. Образовано Указом Президента РФ от 25 мая 1999 г. N 651 «О структуре федеральных органов исполнительной власти». Росбоеприпасы обеспечивало реализацию государственной политики в области промышленности боеприпасов, специальной химии и химического разоружения.
В введении Росбоеприпасов находилось 107 государственных предприятий и организаций, более 30 акционерных обществ, а также Федеральное управление по безопасному хранению и уничтожению химического оружия

## Введение
Постановлением Правительства РФ от 6 августа 1999 г. N 906 к компетенции Росбоеприпасов относилось:
- осуществление функции, ранее выполнявшиеся Министерством экономики Российской Федерации и упраздненным Комитетом по конвенциальным проблемам химического и биологического оружия при Президенте Российской Федерации, в части:
- осуществления функций национального органа для выполнения обязательств по Конвенции о запрещении разработки, производства, накопления и применения химического оружия и о его уничтожении, взаимодействия с Организацией по запрещению химического оружия и другими государствами — участниками Конвенции;
- осуществления на территории Российской Федерации контроля за выполнением международных договоров в области запрещения химического и биологического оружия, законодательных и иных нормативных правовых актов;
- участия в международном сотрудничестве по конвенционным проблемам химического и биологического оружия, а также многие другие.

## Руководство Росбоеприпасов

###### Генеральный директор
- Пак Зиновий Петрович — с 15 июня 1999 года — по 21 апреля 2003 года.
- Холстов, Виктор Иванович — с 21 апреля 2003 года по 11 июня 2004 года.

###### Заместители генерального директора
- Авсеенко Игорь Михайлович
- Орлов Владимир Николаевич
- Кулебякин Вячеслав Николаевич — сатс-секретарь — заместитель генерального директора
- Калинин Андрей Анатольевич — первый заместитель генерального директора
- Кутьин Николай Георгиевич
- Сингаевский Василий Николаевич
- Ефремов Владимир Леонидович